# Marplesia pohara
Marplesia pohara är en spindelart som beskrevs av Forster och Wilton 1973. Marplesia pohara ingår i släktet Marplesia och familjen Amphinectidae. Inga underarter finns listade i Catalogue of Life.